# 瀬戸賢一
瀬戸 賢一（せと けんいち、1951年4月20日 - ）は、日本の言語学者・英語学者、大阪市立大学名誉教授、佛教大学文学部英米学科教授。

## 経歴
京都市生まれ。大阪市立大学文学研究科後期博士課程単位取得。1999年「空間のメタファー研究」で大阪市大文学博士。大阪経済大学講師、1987年大阪市立大学文学部助教授、文学研究科教授。2016年定年退任、名誉教授、佛教大学文学部英米学科教授。専門は英語学・レトリック。

## 著書
- 『レトリックの宇宙』海鳴社 1986年
- 『レトリックの知 意味のアルケオロジーを求めて』新曜社 1988年
- 『空間のレトリック』海鳴社 ニュー・レトリック叢書 1995年
- 『メタファー思考 意味と認識のしくみ』講談社現代新書 1995年
- 『認識のレトリック』海鳴社 1997年
- 『日本語感覚で話す英会話 日本語と英語の同じ使い方80』ノヴァ 2001年
- 『日本語のレトリック 文章表現の技法』岩波ジュニア新書 2002年
- 『よくわかる比喩 ことばの根っこをもっと知ろう』研究社 2005年
- 『時間の言語学 メタファーから読みとく』ちくま新書、2017年

### 共編著・監修
- 『文化と発想とレトリック』巻下吉夫共著 研究社出版 日英語比較選書 1997年
- 『ことばは味を超える 美味しい表現の探求』編著 海鳴社 2003年
- 『味ことばの世界』楠見孝,辻本智子,山本隆,澤井繁男共著 海鳴社 2005年
- 『英語多義ネットワーク辞典』編集主幹 武田勝昭,山口治彦,小森道彦,宮畑一範,辻本智子編 小学館 2007年
- 『認知文法のエッセンス』ジョン・R.テイラー共著 大修館書店 2008年
- 『プログレッシブ英和中辞典 第5版』投野由紀夫共編 小学館 2012年
- 『大学生のための英語の新マナビー vol.1 (単語ナビ)』監修 宮畑一範共著 海鳴社 2013年
- 『大学生のための英語の新マナビー vol.2 (構文ナビ)』監修 西谷工平, Laurence Dante共著 海鳴社 2013年
- 『大学生のための英語の新マナビー vol.3－4』監修 海鳴社 2014年
- 『認知言語学演習 1　解いて学ぶ認知言語学の基礎』山添秀剛,小田希望共著 大修館書店 2017年
- 『[例解]現代レトリック事典』宮畑一範,小倉雅明共編著 大修館書店 2022年

## 論文
- <瀬戸賢一